# یواس‌اس لامادو (اس‌پی-۶۳۶)
یواس‌اس لامادو (اس‌پی-۶۳۶) (به انگلیسی: USS Lomado (SP-636)) یک کشتی بود که طول آن ۶۹ فوت (۲۱ متر) بود. این کشتی در سال ۱۹۱۶ ساخته شد.